# Наборовский, Даниил
Даниил Наборовский (1573 год; Краков — 1640 год; Вильно) — поэт эпохи барокко, переводчик, секретарь, дипломат, лекарь, виленский земский судья в 1637—1640 годах.

## Биография
Родился в 1573 году в Кракове в дворянской семье кальвинистов герба «Набрам».
После домашнего обучения продолжил образование в Ягеллонском университете.
С января 1590 года по май 1593-го учился в Виттенберге. Изучал латинский, греческий, немецкий, французский и итальянский языки, античную литературу.
В 1593—1595 годах изучал медицину в Базеле.
В 1595 году начал изучать юриспруденцию в Орлеане.
В 1596 году продолжил изучать право в Страсбурге. Во время своего пребывания в Страсбурге стал преподавателем иностранных языков для князя Януша Радзивилла.
В 1601 году изучал механику в Падуе (Италия).
В 1602 году находился в Падуе при дворе Рафала Лещинского, вместе с которым постигал науку у Галилея.
В том же году возвращается в Речь Посполитую и поступает на службу к своему бывшему воспитаннику Янушу Радзивиллу, у которого был лекарем, придворным поэтом и секретарём. Почти всё время проживал на территории Великого княжества Литовского: в Несвиже, Копыле, Станьково, под Новогрудком.
Будучи кальвинистом, участвовал в подготовке выступления протестантской шляхты против короля Сигизмунда III.
В 1608 году, после неудачного восстания (рокоша Зебжидовского), вместе с князем покинул страну. До 1610 года побывал в Германии, Швейцарии, Англии, Франции и Италии.
Повторно вынужден был покинуть вместе с князем Речь Посполитую после его отказа принять участие в походе Сигизмунда III на Москву.
После возвращения в Великое княжество Литовское выполнял различные дипломатические миссии Радзивиллов, много путешествовал по Европе.
В 1620 году князь Януш Радзивилл умер и Наборовский поступил на службу к его брату — Криштофу Радзивиллу. В том же году женился.
В неурожайный 1628 год Даниил Наборовский отказался взыскивать недоимку с крестьян имения Станьково, которое арендовал. Когда радзивилловские ревизоры прибыли в Станьково взыскивать недоимку с крестьян, он вступился за крестьян и написал жалобу князю Радзивиллу, что ревизоры «истязают (крестьян), сильно их угнетают».
С 1633 года проживал в Вильно, был назначен маршалком гетмана польного литовского Криштофа Радзивилла.
В 1635—1640 годах — чашник Виленский.
В 1637—1640 годах — земский судья в Вильно.
На протяжении своей жизни занимался врачебной практикой, боролся с эпидемиями.

## Творчество
Первое известное стихотворение поэта на латинском языке записано 4 мая 1593 года в дневнике Даниила Крамера. Во время своей учебы в Базеле написал две работы на латинском языке «De temperamentis» (1593) и «De venenis» (1594).
Даниил Наборовский перевел на польский язык «Триумф любви» Петрарки, «Триум веры» дю Бартаса, «Описание народа» Сарбевского и «Песни»[чьи?].
В Лондоне Даниил Наборовский познакомился с английской поэзией, ему принадлежат первые переводы и обработка эпиграмм Оуэна.
Свои стихи писал в русле метафизической поэзии. В них присутствует гармония противоположностей: восхваление человеческого разума в эпоху Ренессанса переплетается с убеждением в тщетности мира и неизбежной бренности всех явлений.
Даниил Наборовский — автор панегириков, эпиграмм, лирических стихотворений, в которых виртуозно оперировал интеллектуальным аллегоризмом и символизмом. Диапазон его поэзии довольно широк: романтические и бытовые мотивы, актуальные политические события, враждебная контрреформации религиозная тематика.
Поэт стремился получить максимальный эффект путём утонченной игры слов, где особую роль приобретают вариации их семантических оттенков, смысловых нюансов.
Достигнув высот барочной утонченности, Наборовский на склоне лет ввернулся к ренессансной гармонии Я. Кохановского.

### Стихи
- Błąd ludzki
- Cień przypisany Ks. Ks. J.M. Januszowi Radziwiłłowi, podczaszemu naonczas W. Ks. L. A. 1607
- Cnota grunt wszytkiemu
- Do Jego Książęcej Mości Pana… Janusza Radziwiłła Pana Mego Miłościwego
- Do Najjaśniejszego Władysława Zygmunta…
- In Werki solatium
- Krótkość żywota
- Kur na krzcinach oddany małemu wielkiej nadzieje Radziwiłłowi…
- Malina
- Marność i Na toż
- Pieśń ad imitationem Horatiuszowej ody «Beatus ille, qui procul negotiis».
- Róża przypisana na kolędzie Księciu Imci Krzysztofowi Radziwiłłowi.
- Treny na śmierć Księcia Radziwiłła, kasztelana wileńskiego.
- Tryumf Miłości. Poema Franciszka Petrarki.
- Votum

### Сборники стихов
- Naeniae a diversis scriptae in Exequias Illustrissimi Principis Dni Janussi Radivili, wydrukowany w miejscowości Lubcz nad Niemnem (1621)
- Lacrumae Danielis Naborovi… (семь произведений на латинском языке), drukarnia Konrada Waldkircha.
- Poezje. — Warszawa. 1961